# Бородін Максим Леонідович
Максим Леонідович Бородін (нар. 7 вересня 1985, Вільнянськ, Запорізька область) — український співак та автор пісень. Він здобув широке визнання завдяки участі у 12-му сезоні шоу «Голос країни», де дійшов до «нокаутів».

## Життєпис
Він закінчив Запорізьке музичне училище імені П.І. Майбороди, диригентсько-хорове відділення.

### Участь у «Голосі країни-12»
У 2022 році Бородін брав участь у 12-му сезоні шоу «Голос країни». На сліпих прослуховуваннях він виконав пісню «Прятки» російського реп-дуету «HammAli & Navai», обернувши три крісла він пройшов до наступного етапу та обрав своїм тренером Святослава Вакарчука.

## Дискографія

### Альбоми
| Назва   | Деталі |
| ------- | --- |
| Початок | - Дата: 11 листопада 2022 - Поширення: Secret Service Digital & Publishing LTD - Формат: Digital, потокове |

### Сингли
| Рік                                        | Назва                          | Найвища позиція в чарті | Альбом            |
| Рік                                        | Назва                          | UKR TOP 40              | Альбом            |
| ------------------------------------------ | ------------------------------ | ----------------------- | ----------------- |
| 2022                                       | «Моя країна»                   | —                       | Початок           |
| 2022                                       | «Зозуленька»                   | —                       | Початок           |
| 2023                                       | «Марічка ТРОшниця»             | —                       | Сингл без альбому |
| 2023                                       | «Якби не ти»                   | 6                       | Якби не ти        |
| 2023                                       | «Чайка»                        | —                       | Сингл без альбому |
| 2023                                       | «Скажи мені»                   | 2                       | Якби не ти        |
| 2024                                       | «Не відпускай»                 | —                       | Якби не ти        |
| 2024                                       | «Притулись – обійми»           | —                       | Якби не ти        |
| 2024                                       | «Без тебе» (із ZLATA OGNEVICH) | —                       | Якби не ти        |
| 2024                                       | «Одна»                         | —                       | Якби не ти        |
| «—» означає, що сингл не увійшов до чарту. |                                |                         |                   |

## Нагороди та номінації
| Рік  | Номіновано     | Номінація      | Премія | Результат | Дж.   |
| ---- | -------------- | -------------- | ------ | --------- | ----- |
| 2024 | Максим Бородін | Відкриття року | YUNA   | Номінація | [ 5 ] |